# آنکیلیزاتو (ماهابو)
آنکیلیزاتو (به لاتین: Ankilizato) یک منطقهٔ مسکونی در ماداگاسکار است که در مهابو واقع شده‌است. آنکیلیزاتو ۲۳٬۰۰۰ نفر جمعیت دارد و ۱۷۴ متر بالاتر از سطح دریا واقع شده‌است.